# Gobipterygidae
Gobipterygidae — родина вимерлих енанціорносових птахів, що мешкали в другій половині крейдяного періоду на території сучасної Азії. Викопні зразки знаходили в геологічних формаціях Китаю та Монголії. Gobipterygidae — єдина родина в ряді Gobipterygiformes.
До родини відносять два роди:
- Gobipteryx
- Vescornis (= Hebeiornis) — статус роду дискусійний[2].